# داویت گاسپاریان
داویت وازگنی گاسپاریان (ارمنی: Դավիթ Վազգենի Գասպարյան؛ زادهٔ ۱۸ اکتبر ۱۹۴۷) منتقد ادبی، استاد دانشگاه و تاریخ‌نگار ادبی اهل ارمنستان است.

## زندگی‌نامه
وی در ۱۸ اکتبر ۱۹۴۷ در ایروان به دنیا آمد و از دانشکده فلسفه دانشگاه دولتی ایروان فارغ‌التحصیل گشت. گاسپاریان از سال ۱۹۷۶ عضو اتحادیه نویسندگان ارمنستان می‌باشد. وی برنده جوایزی همچون چهره هنری شایسته جمهوری ارمنستان، مدال موسس خورناتسی (۲۰۱۵) است.